# 覚醒ビスク・ドール
覚醒ビスク・ドール（かくせいびすくどーる）は、声優の清水愛が出した4thマキシシングルである。品番はLHCM-1032。

## 収録曲
1. 覚醒ビスク・ドール
  - 作詞：畑亜貴、作曲・編曲：橋本由香利
2. 置き去りの肖像画
  - 作詞：畑亜貴、作曲・編曲：myu
3. 覚醒ビスク・ドール（off vocal）
4. 置き去りの肖像画（off vocal）